# Николаев, Илья Валерьевич
Илья Валерьевич Николаев (род. 9 июля 2001, Челябинск) — российский хоккеист, защитник.

## Биография
Начинал заниматься хоккеем в челябинском «Тракторе», в 2013 году перешёл в «Металлург» Магнитогорск. С сезона 2018/19 стал выступать в команде МХЛ «Стальные лисы». В сезоне 2020/21 дебютировал в КХЛ в составе «Металлурга». Также провёл в ВХЛ два матча за фарм-клубы «Зауралье» (2020) и «Южный Урал» Орск (2022—2023). 27 мая 2023 года был обменян в «Адмирал». Вскоре расторг контракт и 17 августа перешёл в «Трактор». В сезоне 2023/24 провёл 26 матчей в КХЛ и 13 — в ВХЛ за «Челмет». 27 апреля 2024 года контракт был продлён на два года.

## Достижения
- Серебряный призёр Кубка Гагарина 2022
- Бронзовый призёр чемпионата КХЛ 2024[4]